# Consonante aproximante
Una consonante aproximante es un sonido oral o nasal articulado mediante la aproximación de dos órganos de articulación sin interrumpir totalmente la corriente de aire (como sucede en las oclusivas) ni producir estricción con turbulencia audible (como sucede en las fricativas). Son sonidos intermedios entre las vocales y las consonantes obstruyentes, ya que producen un estrechamiento mayor que el de las vocales pero sin llegar a ser tan estrecho como el que se da en el resto de las consonantes. Las aproximantes crean por tanto un grado de obstrucción menor que las fricativas y las oclusivas.
Las aproximantes incluyen las laterales como [l] (como en labio) y [ʎ] (como en la pronunciación antigua de llave) y  las semiconsonantes como [j] (familia) y [w] (fuera).  
También pueden incluir aproximantes nasales, no tan comunes en idiomas, como [j̃], (como en sonho) [w̃] (como en paõ) [h̃], (como en hũg). Se producen mayormente en lenguas con mucha nasalización, como el portugués o el francés, o en lenguas escasas.  

## Aproximantes frente a fricativas
Cuando se pronuncian muy enfáticamente las aproximantes se fricativizan ligeramente, es decir, el flujo del aire es algo más turbulento, lo cual se parece a la articulación de las fricativas. Eso sucede tanto en la pronunciación enfática del inglés yes!, como en los alófonos intervocálicos en español de /b, d, g/, que muchas veces laxamente son transcritas como fricativas (a veces por la falta de símbolos específicos dedicados a esas aproximantes, y por evitar diacríticos tipográficamente engorrosos). Sin embargo, en el habla normal no enfática, al hacer análisis espectrográfico de los sonidos la diferencia entre una aproximante y una fricativa es clara: la aproximante tiene formantes, la fricativa no.
La confusión o laxitud en las transcripciones entre aproximantes y fricativas, es aún más común en las aproximantes sordas. Por ejemplo, la aproximante velar labializada sorda [ʍ] tradicionalmente se ha descrito como fricativa. El tibetano tiene una aproximante lateral sorda [l̥] diferente de la fricativa lateral sorda [ɬ] del galés, aunque en las transcripciones de estas lenguas a veces la diferenciación no queda suficientemente clara. 
Con respecto a los lugares de articulación cuanto más atrás en la cavidad oral, más difícil es que las lenguas distingan entre aproximantes y fricativas (debido a que esa parte de la cavidad bucal es más estrecha). También ocasionalmente las fricativas glotales son clasificadas como aproximantes, así [h] típicamente no tiene mucha más fricción que la mayoría de aproximantes sordas.

## Aproximantes centrales
- aproximante bilabial [β̞] (usualmente escrita <β>)
- aproximante labiodental [ʋ]
- aproximante dental sonora [ð̞] (usualmente escrita <ð>)
- aproximante alveolar [ɹ]
- aproximante postalveolar [ʒ̞]
- aproximante alveolopalatal [ɕ̞] (usualmente escrita <ɕ>)
- aproximante retrofleja [ɻ] (una [ɚ] consonántica)
- aproximante palatal [j] (una [i] consonántica)
- aproximante velar [ɣ˕] [ɰ] (una [ɯ] consonántica)
- aproximante uvular [ʁ̞] (usualmente escrita <ʁ>)
- aproximante faríngea [ʕ̞] (una [ɑ] consonántica; usualmente escrita <ʕ>)
- aproximante epiglotal [ʢ̞] (usualmente escrita <ʢ>)

## Aproximantes laterales
- aproximante lateral alveolar sonora [l]
- aproximante lateral alveolar sorda [l̥]
- aproximante lateral retrofleja sonora [ɭ]
- aproximante lateral palatal [ʎ]
- aproximante lateral velar [ʟ]

## Aproximantes nasales
- Aproximante labiovelar sonora nasalizada [w̃]
- Aproximante palatal sonora nasalizada [j̃]
- Aproximante glotal nasal sorda [h̃]

## Aproximantes coarticuladas con símbolosAFIdedicados
- aproximante velar labializada sonora [w] (una [u] consonántica)
- aproximante labio-velar sorda [ʍ]
- aproximante palatal labializada [ɥ] (una [y] consonántica)
- aproximante lateral alveolar velarizada [ɫ]

## Semivocales
Las aproximantes [j] y [w] son particularmente abundantes en las lenguas del mundo, estas dos aproximantes se llaman semivocales porque frecuentemente se relacionan con los sonidos vocálicos [i] y [u]. Por ejemplo en español [j] y [w] (también representados como ) aparecen como alófonos de /i/ y /u/ en la posición no silábica de un diptongo: neumático [new'matico], rueda [rweð̞a]; rey [rej], riesgo [rjezγo].
Cuando se examina el espectrograma de la onda sonora correspondiente a la emisión de [j] y [w] se ve que son típicamente más breves y usan menor energía articulatoria que la vocal correspondiente.